# Derk Hoek
Derk Gerhardus Hoek (Hoogvliet, 6 juni  1887 − 's-Gravenhage, 14 december 1976) was een Nederlands publicist en dichter, bekend geworden onder de naam Frank Gericke.

## Biografie
Hoek was de zoon van ds. Willem Hoek en Derkdina Harmsen; hij werd in de pastorie van Hoogvliet geboren. In 1892 werd zijn vader predikant in Brussel waarnaar het gezin verhuisde. Daar ging Hoek naar school en vanaf 1906 naar de universiteit van Brussel waar hij eerst Letteren en wijsbegeerte studeerde, en later overstapte naar rechten waar hij vlak voor de Eerste Wereldoorlog afstudeerde als doctor in de rechten. Vanaf oktober 1907 studeerde Carel Gerretson (1884-1958) sociologie te Brussel en Hoek en hij leerden daar elkaar kennen. Beiden raakten betrokken bij de Vlaamse Beweging waardoor ook Leo Picard (1888-1981) en Eugène Cantillon (1893-1942) tot hun vriendenkring gingen behoren. Het waren ook de jaren dat beiden zich op het vlak van de dichtkunst begaven. Gerretson publiceerde in 1911 onder het pseudoniem Geerten Gossaert zijn bundel Experimenten, Hoek publiceerde vanaf 1913 gedichten onder de naam Frank Gericke in verschillende tijdschriften.
In 1916 publiceerde Gericke zijn Van het slagveld der Natieën, een bundel eerder verschenen verslagen over door de oorlog getroffen plaatsen in België.
Vanaf 1918 werkte Hoek bij de Koninklijke BPM, door bemiddeling van Gerretson die daar werkte als secretaris van directeur Hendrikus Colijn (1869-1944), de latere minister-president. Bij de BPM leerde hij zijn vrouw Ida Helena van Oosterzee (1896-1984) kennen, dochter van ds. Christiaan Mari van Oosterzee (1854-1912) die onder andere predikant in Nederlands-Indië was geweest, waar Ida ook was geboren. Zij trouwden in 1920 en vlak daarna vertrok het jonge echtpaar naar Java om op het BPM-kantoor in Tjepoe te gaan werken. Ook daar dichtte Hoek voort en publiceerde zijn gedichten onder pseudoniem. In 1923 ging hij werken bij het latere Unilever in Londen (waar hij de dichter Pieter Nicolaas van Eyck (1887-1954) leerde kennen), en vervolgens in Rotterdam. Uit het huwelijk werden een zoon Wim (1920) en een dochter Marietje (1924) geboren.
In 1925 stuurde hij voor advies een typoscript naar Van Eyck. Na een uitvoerige reactie van die laatste, waar Gericke zich het nodige van aantrok, verscheen eind 1927 zijn eerste (en naar later bleek: enige) dichtbundel: Conservatieve gedichten. De bundel werd zeer gemengd ontvangen: J.C. Bloem schreef er positief over, Hendrik Marsman zeer negatief.
Van 1929 tot 1934 woonde Hoek met zijn gezin te Parijs, waar hij secretaris van Unileverdirecteur Arthur Hartog was (de bewoner van Landgoed Backershagen). In 1934 keerde het gezin naar Nederland terug waar Hoek zich aansloot, samen met Gerretson, bij een conservatief ingestelde groep waartoe bijvoorbeeld ook de fascist jhr. Robert Frédéric Groeninx van Zoelen (1889-1979) behoorde. Samen zouden zij een tijdschrift oprichten maar daar is het niet van gekomen. Wel publiceerde Hoek van januari tot mei 1940 enkele malen in De Waag. Aan het eind van de oorlog publiceerde Hoek onder het pseudoniem Jan Jacob ten Hove Het raadsel van Arend en Hendrik Goudt dat mede diende om kapitaal te vergaren om De Bezige Bij te financieren (het boekje, met een oplage van 325 exemplaren, kostte 35 gulden, hetgeen overeenkomt met iets meer dan € 200 in 2013).
In 1949 ging Hoek met pensioen. Hij bleef wel schrijven maar van publiceren zou niet veel meer komen. Wel schreef hij in 1958 het levensbericht van zijn vriend Gerretson in het Jaarboek van de Maatschappij der Nederlandse Letteren. Daarna verschenen nog slechts twee werkjes (een in 1966 en een postuum in 1977).
Via dochter Maria Christina (Marijke) Hoek (1924-2017) die trouwde met mr. Laurens Richard Montijn (1925-2005) werd Derk Hoek de grootvader van publiciste Ileen Montijn, die in 2004 over haar grootvader publiceerde, en de overgrootvader van Jonathan van het Reve.

### Onder de naam Frank Gericke
- Van het slagveld der natiën. Een boek over België in dezen tijd, behelzende tal van persoonlijke herinneringen, reisbeschrijvingen, stemmingsbeelden, indrukken, opmerkingen, beschouwingen, anecdoten en verhalen over het land van België, zijne bevolking en hare levenswijs tijdens den nog woedenden oorlog. Den Haag, 1915.
- Conservatieve gedichten. Bussum, 1927.

### Onder de naam D. Hoek
- Geschiedenis van "Backershagen". [Z.p.], 1935, en 1985².
- Haags leven bij de inzet van de Gouden Eeuw. Rondom Mr. Jacob van Dijck (1564-1631). Assen, 1966.
- Casanova in Holland. Magie baart er hem goud. Zaltbommel, 1977.

### Onder de naam Jan Jacob ten Hove
- Het raadsel van Arend en Hendrik Goudt. Amsterdam, [1944].

- Biografisch Portaal: 32099416
- Digitale Bibliotheek voor de Nederlandse Letteren: geri001
- International Standard Name Identifier: 0000 0003 9227 6057
- Nederlandse Thesaurus van Auteursnamen: 070165289
- Système universitaire de documentation: 080190545
- Virtual International Authority File: 286307897
- WorldCat: E39PBJbttCkgFB3YHbc6Rpwgrq